# 옥천4터널
옥천4터널(沃川4터널, Okcheon 4 Tunnel)은 대한민국의 충청북도 옥천군 청성면 묘금리에 위치한 경부고속도로 상의 터널으로, 2003년 영동1터널 ~ 옥천1터널 개량과 함께 개통되었다.

## 같이 보기
- 영동1터널: 부산 방면, 다음 터널
- 옥천3터널: 서울 방면, 다음 터널